# Europäische Bewegung Brandenburg
Die Europäische Bewegung Brandenburg e.V. ist der Zusammenschluss der organisierten Zivilgesellschaft im Land Brandenburg und ist Mitglied im  Netzwerk Europäische Bewegung Deutschland.
Präsident ist derzeit Heinz-Egon Müller vom dbb beamtenbund und tarifunion Landesbund Brandenburg.
Es sind 20 Mitgliedsorganisationen im Landeskomitee organisiert.